# احسن محمود خان
احسن محمود خان (انگلیسی: Ahsan Mohomed Khan; ۷ آوریل ۱۹۱۶ – نامشخص) بازیکن هاکی روی چمن اهل هند بود.
وی در مسابقات کشوری و بین‌المللی در مجموع برندهٔ ۱ مدال طلا شده‌است.